# Ott Tänak
Ott Tänak, född 15 oktober 1987 i Kärla, Estland, är en Estländsk rallyförare som tävlar för Hyundai i WRC.
Ott Tänak har tidigare tävlat för Ford och Toyota. Ott blev världsmästare år 2019 med Toyota.

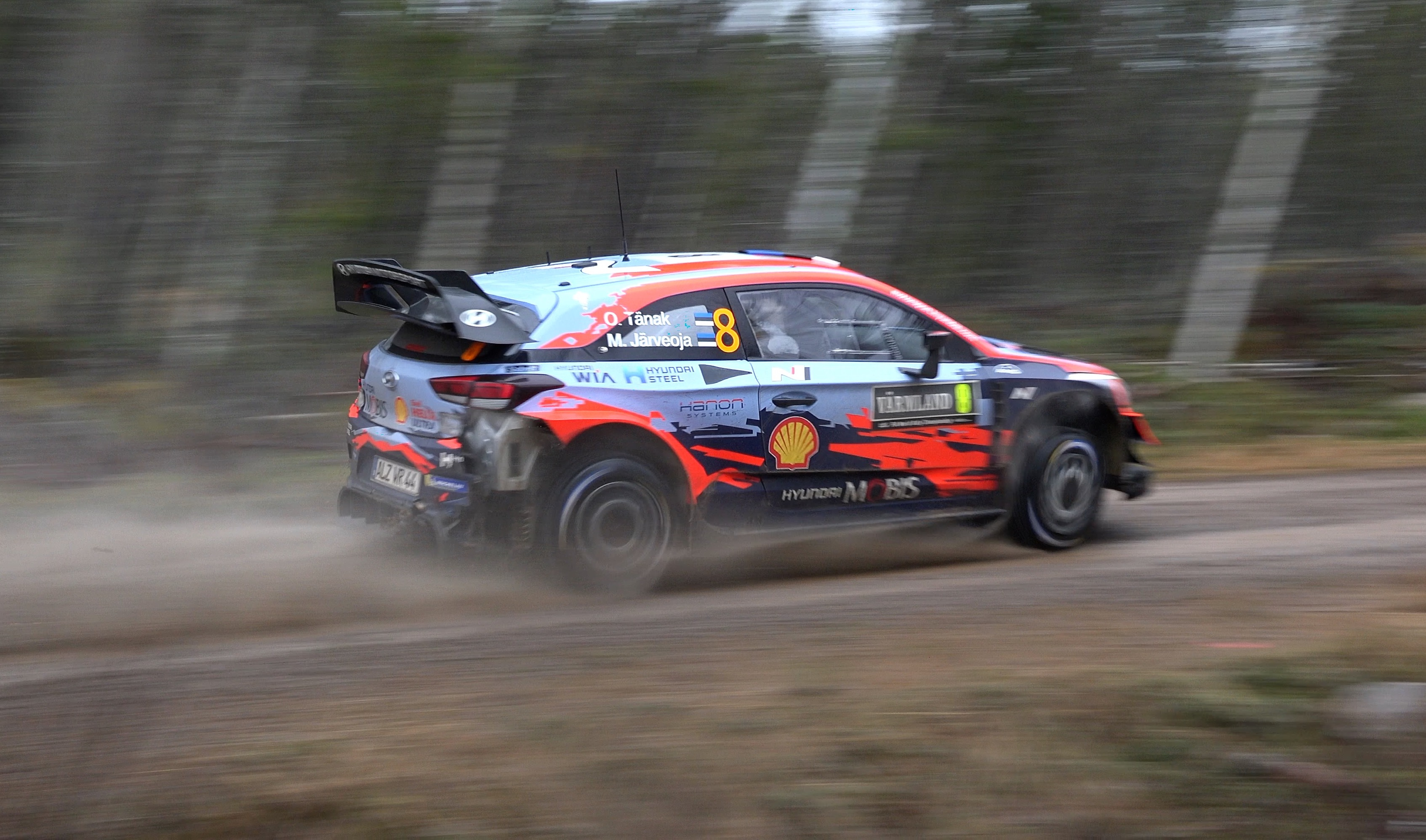
Tänak under Rally Sweden 2020, i sitt andra rally för Hyundai.

Hans co-driver är Martin Järveoja.

## Världsmästare 2019
Tänak blev världsmästare 2019 och är därmed den förste icke-franske föraren (efter Sébastien Loeb och Sébastien Ogier) att vinna WRC sedan Petter Solberg 2003. Han är också den förste världsmästaren från Estland.

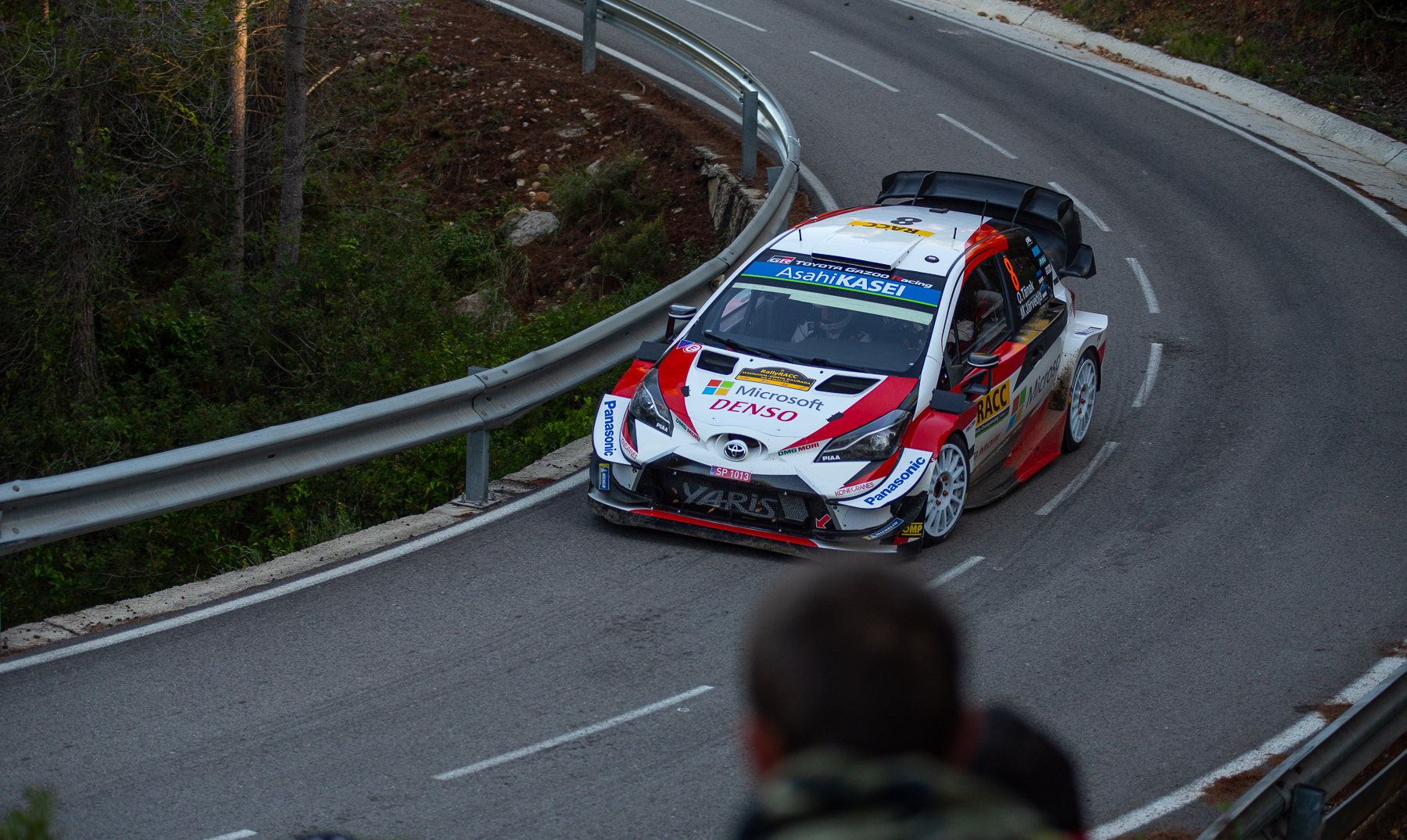
Tänak i Rally de Catalunya under sitt världsmästarår 2019, vilket var hans sista rally för Toyota.

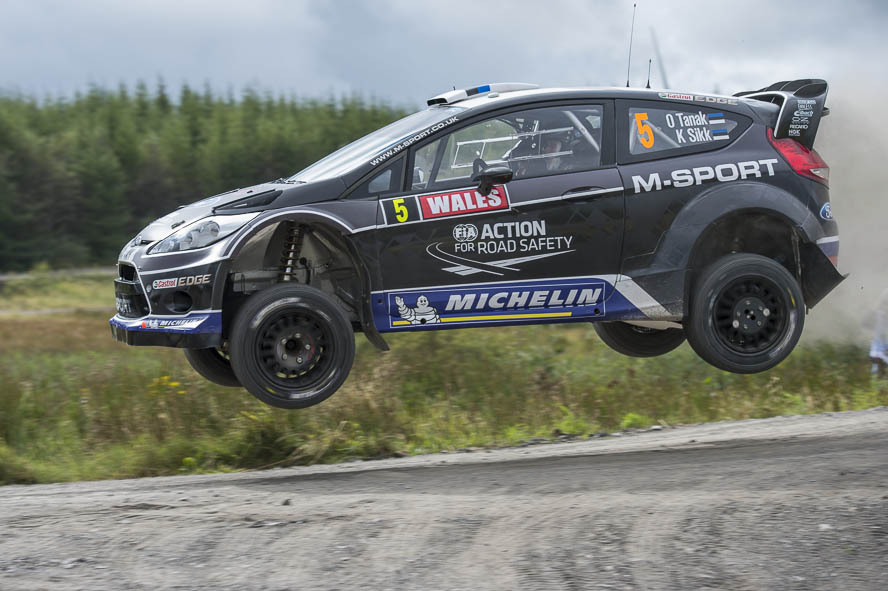
Tänak under Wales Rally GB 2012.

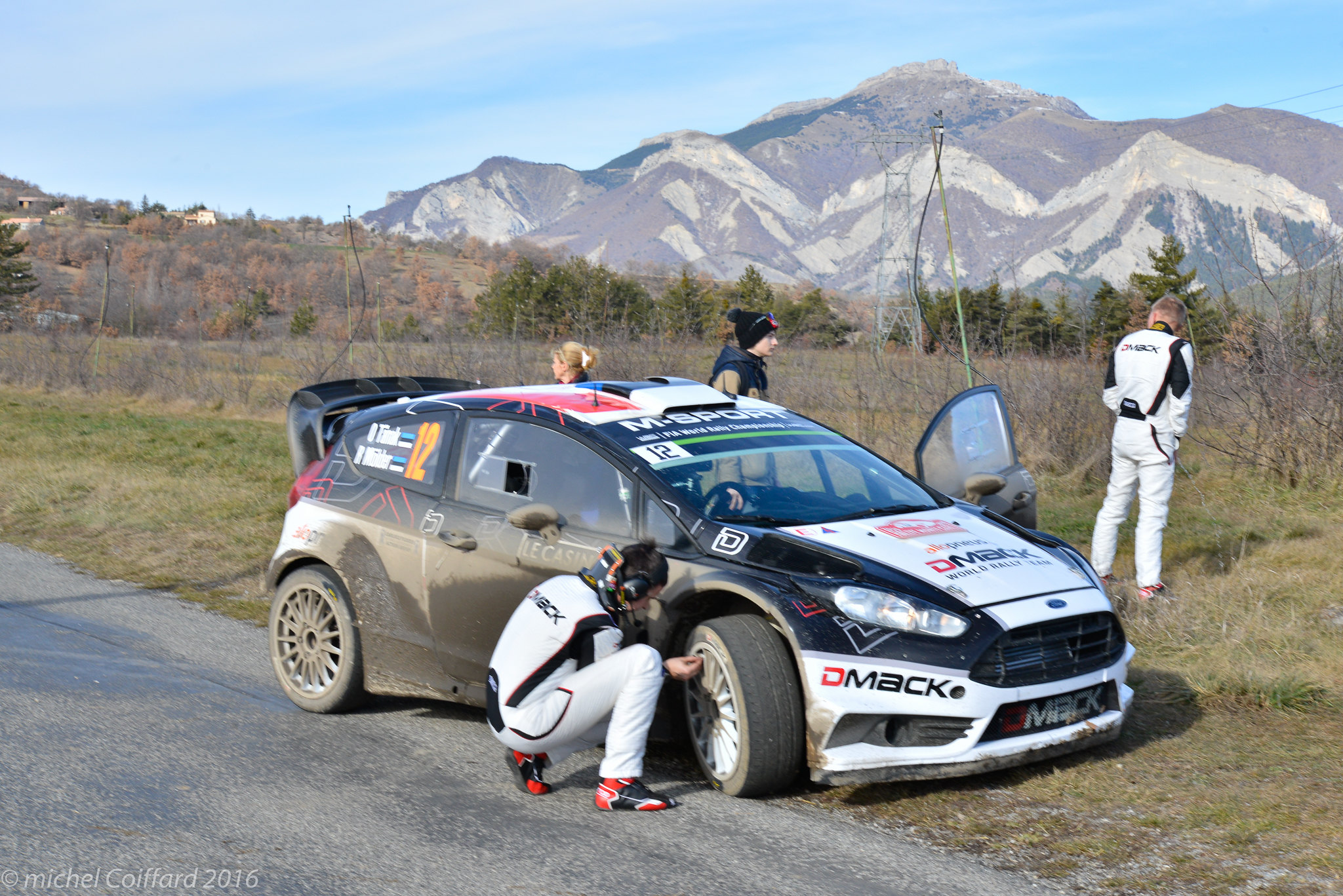
Tänaks co-driver Raigo Mõlder ställer in däcktrycket under Rallye Monte-Carlo 2016.

Sedan 2020 tävlar han för Hyundai Shell Mobis World Rally Team.

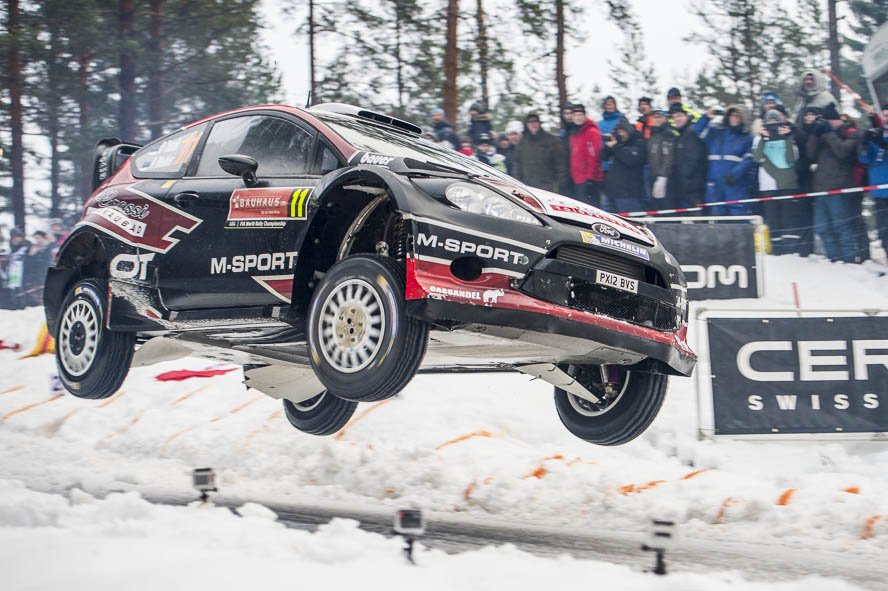
Tänak under Rally Sweden 2014.

## Vinster i WRC
| Säsong | Tävling                                                                                          | Co-driver       | Bil              |
| ------ | ------------------------------------------------------------------------------------------------ | --------------- | ---------------- |
| 2017   | Rally d'Italia Rally Deutschland                                                                 | Martin Järveoja | Ford Fiesta WRC  |
| 2018   | Rally Argentina Rally Finland Rally Deutschland Rally Turkey                                     | Martin Järveoja | Toyota Yaris WRC |
| 2019   | Rally Sweden Copec Rally Chile Rally de Portugal Rally Finland Rallye Deutschland Wales Rally GB | Martin Järveoja | Toyota Yaris WRC |
| 2020   | Rally Estonia                                                                                    | Martin Järveoja | Hyundai i20 WRC  |
| 2021   | Arctic Rally Finland                                                                             | Martin Järveoja | Hyundai i20 WRC  |
| 2022   | Rally d'Italia Rally Finland Ypres Rally                                                         | Martin Järveoja | Hyundai i20 WRC  |